# 460
460（四百六十、よんひゃくろくじゅう）は自然数、また整数において、459の次で461の前の数である。

## 性質
- 460は合成数であり、約数は 1, 2, 4, 5, 10, 20, 23, 46, 92, 115, 230, 460 である。
  - 約数の和は1008。
    - 110番目の過剰数である。1つ前は456、次は462。
- 18番目の中心つき三角数である。1つ前は409、次は514。
- 12個の連続する素数の和で表せる7番目の数である。1つ前は412、次は510。
460 = 17 + 19 + 23 + 29 + 31 + 37 + 41 + 43 + 47 + 53 + 59 + 61
- 121番目のハーシャッド数である。1つ前は450、次は465。
  - 10を基とする4番目のハーシャッド数である。1つ前は370、次は550。
- 各位の和が10になる43番目の数である。1つ前は451、次は505。
- 460 = 62 + 102 + 182
  - 3つの平方数の和1通りで表せる103番目の数である。1つ前は445、次は464。(オンライン整数列大辞典の数列 A025321)
  - 異なる3つの平方数の和1通りで表せる117番目の数である。1つ前は457、次は464。(オンライン整数列大辞典の数列 A025339)
- 460 = 13 + 33 + 63 + 63
  - 4つの正の数の立方数の和で表せる111番目の数である。1つ前は448、次は461。(オンライン整数列大辞典の数列 A003327)
- 460 = 22 × 5 × 23
  - 3つの異なる素因数の積で p2 × q × r の形で表せる29番目の数である。1つ前は444、次は476。(オンライン整数列大辞典の数列 A085987)

## その他 460 に関すること
- 西暦460年
- 紀元前460年
- 460形供奉車（列車）